# ベルツァーノ・ディ・サン・ピエトロ
ベルツァーノ・ディ・サン・ピエトロ（伊: Berzano di San Pietro）は、イタリア共和国ピエモンテ州アスティ県にある基礎自治体（コムーネ）。

## 地理

### 位置・広がり

#### 隣接コムーネ
隣接するコムーネは以下の通り。括弧内のTOはトリノ県所属を示す。
- アルブニャーノ
- アラメンゴ
- カザルボルゴーネ (TO)
- チンザーノ (TO)
- モンクッコ・トリネーゼ

#### 地震分類
イタリアの地震リスク階級 (it) では、4 に分類される
。

## 姉妹都市
- Tașca、ルーマニア
- Țețchea、ルーマニア
- Glūda、ラトビア
- Petritsi、ギリシャ
- Kerkini、ギリシャ
- Irakleia、ギリシャ